# Risle
Risle (tudi Rille, v srednjem veku Risela) je 145 km dolga reka v severozahodni Franciji, levi pritok reke Sene. Izvira v osrednjem delu departmaja Orne pri kraju Planches, od koder teče sprva proti severovzhodu, nato proti severozahodu. V estuarij reke Sene se izliva pri kraju Berville-sur-Mer, malo pred iztekom v Rokavski preliv. Njen glavni levi pritok je 63 km dolga reka Charentonne.

### Departmaji in kraji
Reka Risle teče skozi naslednje departmaje in kraje:
- Orne: L'Aigle,
- Eure: Rugles, Beaumont-le-Roger, Brionne, Montfort-sur-Risle, Pont-Audemer.